# Giải phẫu đầu và cổ

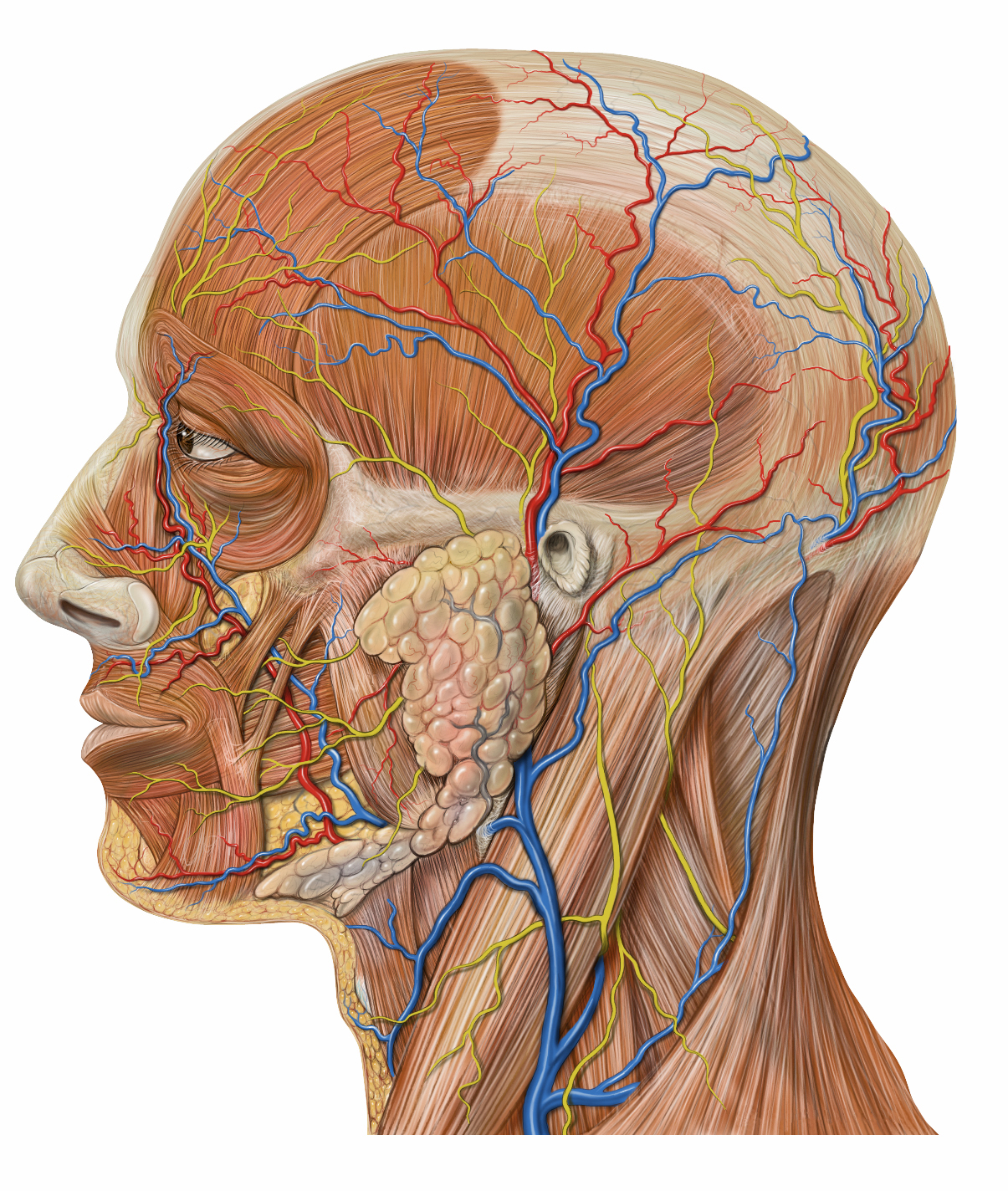
Đồ họa giải phẫu học chi tiết của một bên đầu người, nhìn thấy rõ động mạch cảnh ngoài, động mạch cảnh trong và các dây thần kinh của da đầu, mặt và bên cổ.

Giải phẫu đầu và cổ tập trung nghiên cứu cấu trúc đầu và cổ của cơ thể người, bao gồm não, các xương, cơ, mạch máu, thần kinh, tuyến tiết, mũi, miệng, răng, lưỡi và họng. Đây là khu vực thường được nghiên cứu sâu bởi các nhà phẫu thuật, nha sĩ, kĩ thuật viên nha khoa, nhà ngôn ngữ trị liệu.

## Hệ vận động
Đầu được cố định trên phần trên của cột sống, liên kết hộp sọ với đốt sống cổ C-1 (đốt đội). Phần cấu trúc xương của đầu và cổ tạo nên phần trên của bộ xương trục và bao gồm hộp sọ, xương móng, các xương con của tai, và các đốt sống cổ. Hộp sọ được phân chia sâu hơn thành 2 phần:
(a) Khối xương sọ (8 xương: xương trán, xương sàng, xương chẩm, xương bướm, hai xương thái dương, hai xương đỉnh

(b) Khối xương mặt (15 xương: 2 xương hàm trên, 2 xương khẩu cái, 2 xương gò má, 2 xương xoăn mũi dưới, 2 xương lệ, 2 xương mũi, xương lá mía, xương hàm dưới và xương móng).
Trong quá trình phát triển bào thai, các xương đầu mặt thường hình thành từng cặp, sau đó hợp lại làm một. Trong quá trình dính liền xương, can xương được tạo thành ở các khớp nối giữa các xương.
Trên trẻ sơ sinh, tại nơi gặp nhau của 2 xương đỉnh với các xương trán và xương chẩm có các thóp trước và thóp sau, hay vùng mềm. Việc không dính liền các mảnh xương sọ tại thời điểm sinh tạo điều kiện cho đầu thai nhi đi qua được âm đạo của người mẹ hay đai chậu. 2 xương đỉnh và xương chẩm có thê chồng lên nhau trong âm đạo để tạo thành dị dạng "đầu hình chóp" ở trẻ sơ sinh khi được sinh bằng con đường tự nhiên qua âm đạo.
Xương chẩm khớp nối với đốt đội ở gần lỗ lớn xương chẩm. Đốt đội khớp với lồi cầu chẩm ở phía trên và đốt trục (C-2) ở phía dưới. Tủy sống đi ngang qua lỗ lớn xương chẩm cho phép sự liên tục của hệ thần kinh trung ương (HTKTW). Vận động cổ bao gồm: gấp, duỗi (gật đầu) và xoay (lắc đầu).
| Nhóm                | Tên                            | Dây thần kinh                                       | Chức năng                            |
| biểu cảm khuôn mặt  | Cơ trên sọ: Cơ trán và Cơ chẩm | dây thần kinh mặt                                   | nhướng mày và căng da đầu            |
| biểu cảm khuôn mặt  | Cơ vòng miệng                  | dây thần kinh mặt                                   | mím môi                              |
| biểu cảm khuôn mặt  | Cơ gò má lớn                   | dây thần kinh mặt                                   | cười                                 |
| biểu cảm khuôn mặt  | Cơ gò má nhỏ                   | dây thần kinh mặt                                   | cười                                 |
| biểu cảm khuôn mặt  | Cơ nâng môi trên               | dây thần kinh mặt                                   | kéo môi trên lên                     |
| biểu cảm khuôn mặt  | Cơ nâng môi trên cánh mũi      | dây thần kinh mặt                                   | kéo môi trên lên                     |
| biểu cảm khuôn mặt  | Cơ hạ môi dưới                 | dây thần kinh mặt                                   | kéo môi dưới xuống                   |
| biểu cảm khuôn mặt  | Cơ hạ góc miệng                | dây thần kinh mặt                                   | buồn bã                              |
| biểu cảm khuôn mặt  | Cơ bám da cổ                   | dây thần kinh mặt                                   | đau buồn (khi sợ hãi hay sốc)        |
| biểu cảm khuôn mặt  | Cơ mút                         | dây thần kinh mặt                                   | giúp nhai và mút                     |
| biểu cảm khuôn mặt  | Cơ cằm                         | dây thần kinh mặt                                   | nhăn da cằm                          |
| biểu cảm khuôn mặt  | Cơ cười                        | dây thần kinh mặt                                   | kéo góc miệng                        |
| biểu cảm khuôn mặt  | Cơ vòng mắt                    | dây thần kinh mặt                                   | nhắm mắt                             |
| biểu cảm khuôn mặt  | Cơ mũi                         | dây thần kinh mặt                                   | phình mũi                            |
| biểu cảm khuôn mặt  | Cơ cau mày                     | dây thần kinh mặt                                   | cau mày                              |
| biểu cảm khuôn mặt  | Cơ nâng mi trên                | dây thần kinh vận nhãn                              | mở mắt                               |
| cơ nhai             | Cơ cắn                         | dây thần kinh sinh ba                               | nghiến răng, kéo tới hàm dưới        |
| cơ nhai             | Cơ thái dương                  | dây thần kinh sinh ba                               | nâng và dịch chuyển ngang hàm dưới   |
| cơ nhai             | Cơ chân bướm trong             | dây thần kinh sinh ba                               | nâng hàm dưới                        |
| cơ nhai             | Cơ chân bướm ngoài             | dây thần kinh sinh ba                               | đưa sau hàm dưới, mở miệng.          |
| lưỡi – cơ ngoại lai | Cơ cằm lưỡi                    | dây thần kinh hạ thiệt                              | kéo dài                              |
| lưỡi – cơ ngoại lai | Cơ trâm lưỡi                   | dây thần kinh hạ thiệt                              | nâng và co rút                       |
| lưỡi – cơ ngoại lai | Cơ móng lưỡi                   | dây thần kinh hạ thiệt                              | hạ lưỡi                              |
| lưỡi – cơ ngoại lai | Cơ khẩu cái lưỡi               | đám rối hầu, nhánh hầu của dây thần kinh lang thang | nâng lưỡi khi nhai                   |
| nền ổ miệng         | Cơ hai thân                    | dây thần kinh sinh ba và dây thần kinh mặt          | di chuyển xương móng và hàm dưới     |
| nền ổ miệng         | Cơ trâm móng                   | dây thần kinh mặt                                   | nâng xương móng                      |
| nền ổ miệng         | Cơ hàm móng                    | dây thần kinh sinh ba                               | di chuyển xương móng và hàm dưới     |
| nền ổ miệng         | Cơ cằm móng                    | Dây sống cổ C-1                                     | di chuyển xương móng, hàm dưới, lưỡi |
| xoay đầu            | Cơ ức đòn chũm                 | dây thần kinh phụ                                   | gật và xoay                          |
| xoay đầu            | Cơ bán gai                     | nhánh lưng của các dây sống cổ                      | duỗi đầu, hỗ trợ xoay                |
| xoay đầu            | Cơ gối đầu                     | nhánh lưng các dây sống cổ giữa và dưới             | duỗi đầu, hỗ trợ xoay                |
| xoay đầu            | Cơ dài – đầu                   | nhánh lưng các dây sống cổ giữa và dưới             | duỗi đầu, hỗ trợ xoay                |
| xoay đầu            | Cơ thẳng đầu sau lớn           | Nhánh sau C-1                                       | duỗi đầu                             |
| xoay đầu            | Cơ thẳng đầu sau bé            | Quai nối 1                                          | duỗi đầu                             |

## Hệ tuần hoàn
Máu lưu thông trong vòng tuần hoàn trên bắt đầu từ cung động mạch chủ và bao gồm: thân động mạch tay đầu, động mạch cảnh chung trái và động mạch dưới đòn trái, máu từ vùng đầu và cổ trở về theo đường tĩnh mạch cảnh và tĩnh mạch dưới đòn.

### Máu đi cung cấp

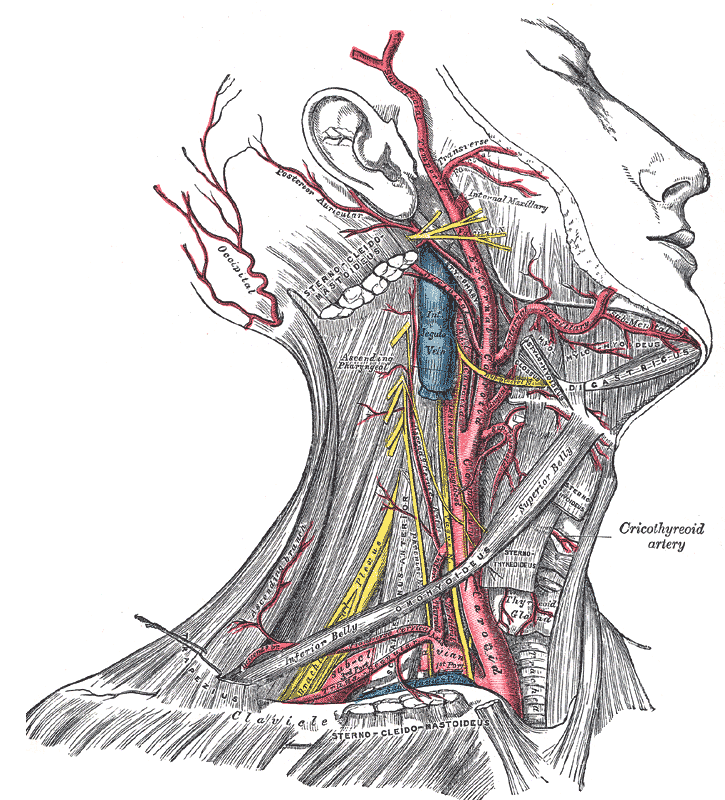
Phẫu tích vùng cổ phía bên phải cho thấy thân tay đầu, động mạch cảnh chung phải và các nhánh của nó.

Thân động mạch tay đầu hay thân tay đầu là động mạch đầu tiên và lớn nhất phân nhánh cho động mạch cảnh chung phải và động mạch dưới đòn phải. Động mạch này cung cấp máu cho vùng ngực phải trên, cánh tay phải, cổ, và não, qua một nhánh của thân tay đầu là động mạch đốt sống phải. Hai nhánh trái và phải của động mạch đốt sống hợp lại thành động mạch nền và đi lên động mạch não sau, là động mạch cung cấp cho phần lớn não bộ lượng máu được oxy hóa.
Động mạch não sau và động mạch thông sau đều nằm trong đa giác Willis.
Động mạch cảnh chung trái cho 2 nhành cùng: động mạch cảnh trong (ICA) cung cấp máu cho não và động mạch cảnh ngoài (ECA) cấp máu cho vùng cổ và mặt.
Động mạch dưới đòn trái và động mạch dưới đòn phải ở mỗi bên cơ thể đều cho các nhánh bên động mạch ngực trong, động mạch đốt sống, thân giáp cổ, và thân sườn cổ. Động mạch dưới đòn đổi tên thành động mạch nách tại bờ ngoài xương sườn đầu tiên. Động mạch dưới đòn trái còn cấp máu cho vùng ngực trái trên và cánh tay trái.

### Hàng rào máu não
Hàng rào máu não (HRMN) là màng bán thấm kiểm soát khả năng thấm của mao mạch trong hệ tuần hoàn. Trong phần lớn các bộ phận cơ thể, mạch máu nhỏ nhất gọi là mao mạch được phủ bởi các tế bào nội mô, giữa mỗi tế báo có các khoảng trống giúp các chất có thể di chuyển ra vào mao mạch dễ dàng. Tuy nhiên điều này không còn đúng ở não. Trong não, tế bào nội mô xếp khít nhau tạo nên một vùng bít chặt và các chất không thể ra khỏi dòng máu.
Các tế bào thần kinh đệm biệt hoá gọi là tế bào hình sao tạo một mối liên kết chặt hay hàng rào bảo vệ xung quanh các mạch máu não và có thể có vai trò quan trọng trong việc phát triển của HRMN. Tế bào hình sao còn có thể có vai trò trong việc vận chuyển các ion (điện giải) từ não vào máu.

### Máu trở về
Máu từ não và cổ chảy theo các con đường: (1) bên trong sọ qua 2 tĩnh mạch cảnh trong, tiếp nối từ xoang tĩnh mạch xích ma. Tĩnh mạch cảnh ngoài trái và phải nhận máu từ tuyến nước bọt mang tai, các cơ vùng mặt, da đầu vào 2 tĩnh mạch dưới đòn. Tĩnh mạch đốt sống phải và trái nhận máu từ đốt sống và cơ theo tĩnh mạch dưới đòn phải vào tĩnh mạch chủ trên và đổ vào tâm nhĩ phải của tim.

## Hệ bạch huyết
Hệ bạch huyết nhận từ đầu và cổ dịch gian bào dư thừa qua mạch bạch huyết hay mao mạch, đồng thời vào ống bạch huyết phải và ống ngực.
Các hạch bạch huyết phủ trên cột sống cổ và vùng cổ cũng như dọc theo vùng mặt và hàm.
Các hạnh nhân (a-mi-đan) cũng là những mô bạch huyết, hỗ trợ điều hoà tiêu hoá mầm bệnh. Hạnh nhân trong cơ thể người bao gồm, kể từ trên xuống dưới là: hạnh nhân hầu (adenoids), hạnh nhân khẩu cái và hạnh nhân lưỡi. Các mô bạch huyết này hợp với nhau thành vòng bạch huyết quanh họng hay vòng bạch huyết Waldeyer.

## Ổ miệng
Miệng, còn gọi là ổ miệng hay khoang miệng, là phần đầu tiên của hệ tiêu hoá chứa nhiều bộ phận chức năng cả chính và phụ trong sự tiêu hoá.
Miệng được thiết kế hỗ trợ cho việc nhai, nuốt và ngôn ngữ (phát âm).
Hai hàm răng được nâng đỡ bởi các xương mặt thuộc hộp sọ: xương hám trên phía trên và xương hàm dưới ở phía dưới.
Răng được bao quanh bởi lợi, một phần của mô quanh răng, mô hỗ trợ cho sự bảo vệ ổ miệng.
Cùng với răng, các cấu trúc khác hỗ trợ việc nhai là môi, má, lưỡi, khẩu cái cứng, khẩu cái mềm và nền ổ miệng.

### Răng
Cơ thể người thông thưởng tạo ra 2 bộ răng: bộ răng đầu tiên hay răng sữa và bộ răng thứ hai hay răng vĩnh viễn.
Răng là vật chất cứng nhất trong cơ thể được tìm thấy, hơn cả xương về mật độ và độ chắc. Men răng cung cấp độ chắc chắn lớn vào cấu trúc của răng. Sự hình thành một chiếc răng đang phát triển bao gồm quá trình tạo thành ngà răng, (xem thêm: Sự tạo thành ngà răng) và hình thành men răng, (xem thêm: Sự tạo thành men răng). Răng này dần đâm xuyên qua lợi để vào ổ miệng. Sự hình thành của răng bắt đầu ngay từ thời kì đầu của thai nhi và trải qua 6 giai đoạn:
- (1) giai đoạn mở đầu, tuần thứ 6 - 7
- (2) giai đoạn mầm, tuần thứ 8
- (3) giai đoạn hình nắp, tuần thứ 9 - 10
- (4) giai đoạn hình chuông, tuần thứ 11 - 12
- (5) giai đoạn ghép nối
- (6) giai đoạn trưởng thành

Men răng lúc đầu có màu trăng nhưng dễ dàng nhiễm bẩn do sử dụng các chất như cà phê hay thuốc lá. Khớp răng là khớp giữa răng với các ổ biệt hoá trên xương hàm (hay huyệt răng). Răng được cố định đúng vị trí bởi dây chằng nha chu cùng sự hỗ trợ của chất xương răng.
Phần màu trắng của răng mà ta nhìn thấy được gọi là thân răng lâm sàng. Các mấu tròn nhô trên mặt nhai của các răng hàm gọi là núm. Lớp ngoài cứng, màu trắng bao phủ răng gọi là men răng. Răng nhọn dần dưới mức nướu. Chân răng giữ răng vào xương. Cổ răng nối liền chân và thân răng. Thành phần bên trong của răng gồm ngà răng, một mô dạng xương, và tuỷ. Tuỷ răng là một vùng mô mềm chứa các dây thần kinh và mạch máu để nuôi dưỡi và bảo vệ răng, nằm ở bên trong buồng tuỷ răng.
Răng có nhiều hình dạng với các nhiệm vụ khác nhau. Ví dụ như, khi nhai, các răng trên phối hợp với các răng dưới cùng hình dạng để cắn, nhai và xé thức ăn. Tên riêng của các răng trên là:
- (1) Răng cửa là tám răng nằm ở phía trước của miệng (bốn răng phía trên và bốn răng phía dưới). Thân răng cửa sắc, hình lưỡi đục dùng để cắt thức ăn.
- (2) Răng nanh là bốn răng nằm ở mặt ngoài các răng cửa. Răng nanh có lưỡi nhọn dùng để xé thức ăn.
- (3) Răng tiền cối là bốn cặp răng hàm nằm cạnh răng nanh dùng để nghiền và xé thức ăn.
- (4) Răng cối gồm mười hai răng hàm, theo bộ ba chiếc nằm ở phía sau ổ miệng. Chúng có mặt nhai rộng dùng để xay thức ăn.

Ở người lớn có 32 răng vĩnh viễn còn ở trẻ em có 20 răng sữa.

### Tuyến nước bọt
Tuyến nước bọt gồm ba cặp tuyến lớn: tuyến mang tai, tuyến dưới hàm và tuyến dưới lưỡi. Các tuyến ngoại tiết này tiết nước bọt cho việc trộn lẫn thức ăn và cung cấp enzym để bắt đầu chuỗi phản ứng phân giải hoá học.
Nước bọt còn giúp kết dính thức ăn sau khi được nhai (bã) để nuốt.
Nước bọt hợp thành chủ yếu từ nước, các ion, Amylase nước bọt, các lysozyme và một lượng nhỏ urê.

### Mô quanh răng
Mô quanh răng bao gồm toàn bộ các mạc hỗ trợ của cấu trúc nha khoa bao bọc và bảo vệ bộ răng như là: lợi và các bề mặt, màng gắn vào.
Nó bao gồm các biểu mô (thượng bì), các mô liên kết, (dây chằng và xương), mô cơ và mô thần kinh.

### Lưỡi
Lưỡi là một cơ vân biệt hoá chuyên biệt thích nghi cho việc phát âm, nhai, phát triển cảm giác khẩu vị (vị giác) và nuốt.
Lưỡi bao gồm hai loại nhóm cơ, các cơ trong lưỡi tác động hình dạng của lưỡi, các cơ ngoại lai tác động chuyển động của lưỡi.
Lưỡi dính liền với xương móng.
Danh pháp mang nghĩa lưỡi có bao gồm "glosso" và "lingual".

### Niêm mạc
Các mô bảo vệ của ổ miệng liên tục với thực quản được gọi là niêm mạc.
Niêm mạc phủ ở miệng, mũi, và ống tai ngoài (tai), cung cấp độ trơ và sự bảo vệ chống lại các mầm bệnh.
Niêm mạc là một lớp thượng mô vảy xếp tầng, thường chứa khoảng ba tầng tế bào.
Môi cũng được bảo vệ bởi các tế bào thụ cảm biệt hoá gọi là tế bào Meissner.
Các tế bảo ở mặt trong ổ miệng được gọi là niêm mạc má.

## Hệ thần kinh
Hệ thần kinh ở người bao gồm hệ thần kinh trung ương (HTKTW) và hệ thần kinh ngoại biên (HTKNB). Hệ thần kinh trung ương gồm não bộ và tuỷ gai (tuỷ sống), hệ thần kinh ngoại biên có các dây thần kinh sọ và dây thần kinh gai. Hệ thần kinh trung ương kiểm soát và điều phối toàn bộ mười một hệ cơ quan và sử dụng hệ nội tiết để tạo nội tiết tố, là những tin nhắn hoá học có thể được vận chuyển qua máu để chi phối sự hoạt động của từng tế bào riêng lẻ và mô, cơ quan, hệ cơ quan liên qua đến tế bào đó trong cơ thể người.
HTKTW tiếp nhận tín hiệu cảm giác hướng tâm từ HTKNB và hướng dòng thông tin đến nơron liên hợp (nơron trung gian) để tạo ra các phản hồi synáp hóa học. Đến lượt nó, các phản hồi này gây nên sự hình thành vận động (thần kinh ly tâm) đáp ứng lại các tác nhân kích thích. Các nơron liên hợp khu trú trong chất xám của dây tủy sống hay não bộ.
HTKTW được bảo vệ bởi hộp sọ, cột sống, màng não tủy, dịch não tủy. Dây sống (tủy gai) là một phần mở rộng của não bộ. Dây tủy sống và thân não nối với nhau ở vùng nền của hộp sọ tại lỗ lớn xương chẩm. Đa số các chức năng ở vùng đầu và cổ được tác động trực tiếp bởi não bộ và được dẫn truyền đến HTKNB thông qua các dây thần kinh sọ và các dây thần kinh thuộc phần cổ tủy gai.
HTKNB gồm 2 thành phần:
- Hệ thần kinh thể chất (HTKTC). Hệ thần kinh thể chất không chỉ liên quan đến việc điều khiển tự nguyện các chuyển động thân thể thông qua hoạt động của cơ vân mà cả việc tiếp nhận kích thích từ bên ngoài.
- Hệ thần kinh tự chủ (HTKTC). Hệ thần kinh tự chủ là một yếu tố chính trong việc duy trì cân bằng nội môi. HTKTC lại được chia thành 2 hệ nhỏ hơn: hệ thần kinh giao cảm (HTKGC) và đối giao cảm (HTKĐGC). Hai hệ thần kinh giao cảm và đối giao cảm thường có tác động đối lập nhau trung cùng một cơ quan hay hệ cơ quan.